# Benešov
Pour les articles homonymes, voir Benešov (homonymie).
Benešov (en allemand : Beneschau) est une ville de la région de Bohême-Centrale, en Tchéquie, et le chef-lieu du district de Benešov. Sa population s'élevait à 17 043 habitants en 2025.

## Géographie
Benešov est située à 38 km au sud-est du centre de Prague.
La commune est limitée par Bukovany, Poříčí nad Sázavou, Mrač et Soběhrdy au nord, par Petroupim au nord-est, par Teplýšovice à l'est, par Struhařov au sud-est, par Bystřice au sud, et par Tisem, Neveklov, Václavice, Chlístov et Týnec nad Sázavou à l'ouest.

## Histoire
La ville est fondée au XIe siècle, lorsque la région au sud de Prague, jusqu'alors peu densément peuplée, est colonisée sous l'impulsion des Přemyslides. La ville est initialement la possession des seigneurs de Benešov (les Benešovci), dont l'un des membres, Tobiáš de Benešov, édifie le château de Konopiště. Quand la famille s'éteint, la ville et le château passent aux Sternberg. Les Sternberg lui ont donné son blason, une étoile à huit branches.
Lors des guerres hussites, Jan Žižka met le feu au monastère sis dans la ville en représailles contre les Sternberg qui ont pris fait et cause pour l'Église catholique.
Une autre page tragique de l'histoire de la ville fut le pillage par les armées suédoises lors de la guerre de Trente Ans, en 1648.
Jusqu'en 1918, la ville faisait partie de la monarchie autrichienne (empire d'Autriche), puis Autriche-Hongrie (Cisleithanie après le compromis de 1867), district de Beneschau bei Prag, un des 94 Bezirkshauptmannschaften en Bohême.

## Population
Recensements (*) ou estimations de la population de la commune dans ses limites actuelles :
| 1869* | 1880* | 1890* | 1900* | 1910* | 1921* |
| ----- | ----- | ----- | ----- | ----- | ----- |
| 5 345 | 6 240 | 7 413 | 8 450 | 8 857 | 9 304 |

| 1930* | 1950*  | 1961* | 1970*  | 1980*  | 1991*  |
| ----- | ------ | ----- | ------ | ------ | ------ |
| 9 820 | 10 387 | 9 774 | 10 769 | 14 258 | 15 892 |

| 2001*  | 2011*  | 2016   | 2017   | 2018   | 2019   |
| ------ | ------ | ------ | ------ | ------ | ------ |
| 16 323 | 16 264 | 16 555 | 16 544 | 16 522 | 16 656 |

| 2020   | 2021   | 2022   | 2023   | 2024   | 2025   |
| ------ | ------ | ------ | ------ | ------ | ------ |
| 16 758 | 16 804 | 16 448 | 16 875 | 17 035 | 16 043 |

## Patrimoine
- Château de Konopiště

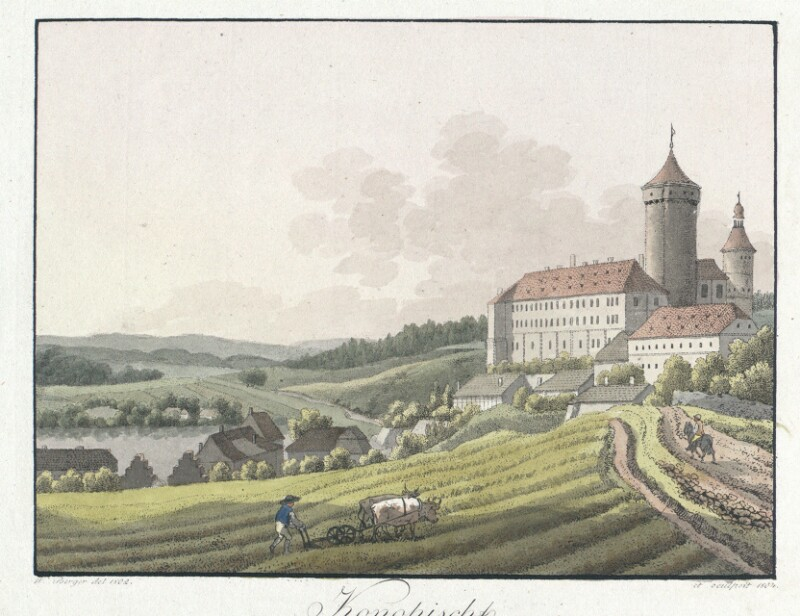
Château de Konopiště par Wenzel Berger (1804).
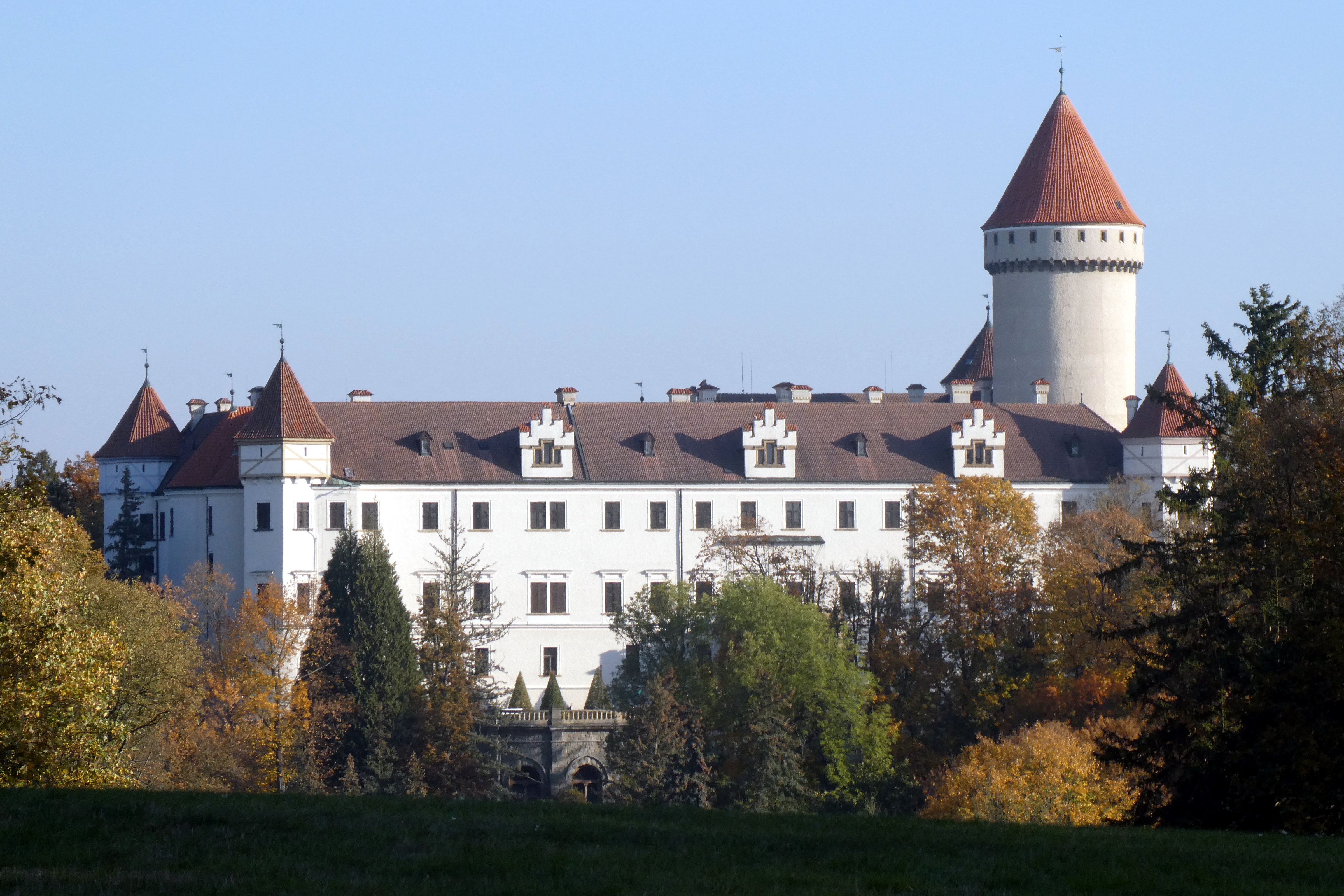
Château de Konopiště.

## Économie
Une laiterie appartenant au groupe Danone est implantée à Benešov.

## Personnalités
- Josef Suk (1874-1935), compositeur et violoniste, y est décédé
- Michal Viewegh (né en 1962), écrivain, y passe son baccalauréat.